# Bryophyllum calcicola
Bryophyllum calcicola là một loài thực vật có hoa trong họ Crassulaceae. Loài này được (H.Perrier) V.V.Byalt mô tả khoa học đầu tiên năm 2000.